# Turoniense
| Era Eratema | Periodo Sistema | Época Serie         | Edad Piso                      | Inicio, en millones de años |
| ----------- | --------------- | ------------------- | ------------------------------ | --------------------------- |
| Mesozoico   | Cretácico       | Superior / Tardío   | Maastrichtiense Maastrichtiano | 72,2±0,2                    |
| Mesozoico   | Cretácico       | Superior / Tardío   | Campaniense Campaniano         | 83,6±0,2                    |
| Mesozoico   | Cretácico       | Superior / Tardío   | Santoniense Santoniano         | 85,7±0,2                    |
| Mesozoico   | Cretácico       | Superior / Tardío   | Coniaciense Coniaciano         | 89,8±0,3                    |
| Mesozoico   | Cretácico       | Superior / Tardío   | Turoniense Turoniano           | 93,9±0,2                    |
| Mesozoico   | Cretácico       | Superior / Tardío   | Cenomaniense Cenomaniano       | 100,5±0,1                   |
| Mesozoico   | Cretácico       | Inferior / Temprano | Albiense Albiano               | 113,2±0,3                   |
| Mesozoico   | Cretácico       | Inferior / Temprano | Aptiense Aptiano               | 121,4±0,6                   |
| Mesozoico   | Cretácico       | Inferior / Temprano | Barremiense Barremiano         | 125,77                      |
| Mesozoico   | Cretácico       | Inferior / Temprano | Hauteriviense Hauteriviano     | 132,6±0,6                   |
| Mesozoico   | Cretácico       | Inferior / Temprano | Valanginiense Valanginiano     | 137,05±0,20                 |
| Mesozoico   | Cretácico       | Inferior / Temprano | Berriasiense Berriasiano       | 143,1                       |
| Mesozoico   | Jurásico        | Jurásico            | Jurásico                       | 201,4±0,2                   |
| Mesozoico   | Triásico        | Triásico            | Triásico                       | 251,9±0,024                 |

El Turoniense o Turoniano es el segundo piso y edad del Cretácico Superior/Cretácico Tardío, en la escala temporal geológica. Sucede al Cenomaniense y precede al Coniaciense. Se inició hace unos 93,9 millones de años y terminó hace unos 89,8 millones de años.
El Turoniense se introdujo en la literatura científica por el paleontólogo francés Alcide d'Orbigny en 1842. Recibe su nombre de la ciudad de Tours (departamento de Indre y Loira, Francia).

## Sección estratotipo y punto de límite global (GSSP)
La sección estratotipo y punto de límite global (GSSP) para la base del Turoniense se encuentra en el anticlinal de Rock Canyon, cerca de Pueblo (Colorado, Estados Unidos). Se caracteriza por la primera aparición del amonites Watinoceras devonense, y estar en la mitad de una excursión positiva global del isótopo 13C. El piso y el GSSP fueron aprobados por la Comisión Internacional de Estratigrafía y posteriormente ratificados por la Unión Internacional de Ciencias Geológicas en septiembre de 2003.
El techo del Turoniense se define por el GSSP de la base del Coniaciense, que se caracteriza por la primera aparición del bivalvo inocerámido Cremnoceramus deformis.
|             |
| Spinosaurus |

|                     |
| Carcharodontosaurus |

|             |
| Segnosaurus |

|                                            |
| Talarurus acechado por varios Achillobator |

|            |
| Libonectes |